# Glee: The Music, Volume 1
Glee: The Music, Volume 1 — дебютный альбом саундтреков к американскому музыкальному телесериалу «Хор», который транслируется телеканалом Fox в США и Канаде. В альбом, релиз которого состоялся 2 ноября 2009 года, вошли композиции, исполненные в первых девяти эпизодах первого сезона сериала. Релиз стал платиновым в США, Канаде, Великобритании, Ирландии, Австралии и Новой Зеландии, получил смешанные отзывы критиков и занимал лидирующие места в национальных чартах. Все песни, исключая бонус-треки, были выпущены в качестве синглов посредством цифровой дистрибуции. Дебютная песня сериала, кавер-версия «Don’t Stop Believin'» группы Journey, появлялась в числе пяти лидирующих песен в чартах пяти стран, и была продана в США тиражом более миллиона копий. Среди других успешных песен оказались кавер-версии «Somebody to Love» группы Queen, «Sweet Caroline» певца Нила Даймонда в исполнении Марка Саллинга и «Defying Gravity» из мюзикла Злая в исполнении Криса Колфера. Некоторые композиции альбома вошли в сет-лист первой части концертного тура актёрского состава сериала Glee Live! In Concert!. Альбом был номинирован на премию Грэмми как лучший альбом, являющийся саундтреком к фильму, телевидению или другого визуального представления в 2011 году.

## Об альбоме
Пилотный эпизод музыкального телесериала «Хор» был показан 19 мая 2009 года на телеканале Fox. Райан Мёрфи, один из создателей сериала и ответственный за выбор композиций, планировал включать в каждый эпизод от пяти до восьми треков, являющихся кавер-версиями других исполнителей: «Это шоу не об оптимизме и маленьких детях, а об интерпретации музыкальной классики для новой аудитории». По его словам, он старается соблюсти баланс между хитами из чартов и оригинальными композициями, сочинёнными специально для шоу: «Я хочу, чтобы в каждом эпизоде было что-нибудь для каждого зрителя. Сбалансировать всё это — очень каверзное, но в то же время важное дело. Выбор песен является неотъемлемой частью развития сюжета. У каждого эпизода есть своя тема. После того, как сюжет написан, я выбираю песни, которые способствуют развитию истории». Как только Мёрфи выбирает песню, правовые вопросы с издателями уясняются администраторами, и музыкальный продюсер Адам Андерс аранжирует её для актёрского состава сериала. Проводится предварительная запись, во время которой Вудли разрабатывает сопровождающие танцевальные партии, которые потом разучиваются актёрами и снимаются. После этого происходит студийная запись треков. Многие актёры разрешили «Хору» использовать своих песни, а некоторые предложили свой каталог бесплатно. Песня «Take a Bow» певицы Рианны была предложена музыкальному продюсеру сериала Адаму Андерсу по цене более низкой, чем обычно в подобных предложениях, что удивило Мёрфи, поскольку он считал, что сериал не может позволить себе приобрести права на песню, недавно ставшую хитом номер один. Поначалу возникли проблемы с Нилом Даймондом и его песней «Sweet Caroline», который отказал сериалу в разрешении уже после того, как песня была записана. Андерс убедил его изменить решение, и позже Даймонд позволил использовать ещё одну свою песню — «Hello Again».
Роб Стрингер, директор Columbia Records, не ожидал успеха от продаж синглов сериала; по оценам, к Рождеству 2009 года было продано 4 миллиона копий выпущенных композиций, и потому выход полноформатного альбома саундтреков стал решённым делом. На выбор студии было представлено 17 треков, из которых были выбраны наиболее популярные согласно рейтингам продаж. Инструментальные версии некоторых песен были включены в расширенные издания альбома в качестве бонус-треков, что было основано на тенденции сообщества поклонников сериала воссоздавать музыкальные номера, исполненные в эпизодах шоу. В мае 2010 года стартовала первая часть концертного тура Glee Live! In Concert!, где актёры в образе своих персонажей исполняли композиции первого сезона сериала; из альбома Glee: The Music, Volume 1 в сет-лист были включены «Don’t Stop Believin'», «Push It», «Sweet Caroline», «Defying Gravity», «Bust Your Windows» и «Dancing with Myself», а также «Somebody to Love» в качестве номера «на бис».

## Список композиций
| №   | Название                                        | Автор(ы)                                                                                        | Original artist(s)                                             | Длительность |
| --- | ----------------------------------------------- | ----------------------------------------------------------------------------------------------- | -------------------------------------------------------------- | ------------ |
| 1.  | «Don't Stop Believin'»                          | Джонатан Кейн, Стив Пэрри, Нил Шон                                                              | Journey                                                        | 3:50         |
| 2.  | «Can't Fight This Feeling»                      | Кевин Кронин                                                                                    | REO Speedwagon                                                 | 3:29         |
| 3.  | «Gold Digger»                                   | Канье Уэст, Рэй Чарльз, Рейнальд Ричард                                                         | Канье Уэст и Джейми Фокс                                       | 3:00         |
| 4.  | «Take a Bow»                                    | Ne-Yo, Тор Эрик Хермансен, Майкл Эриксен                                                        | Рианна                                                         | 3:35         |
| 5.  | «Bust Your Windows»                             | Йесмин Саллинва, Салаам Реми, Salaam Remi, ДеАндре Уэй                                          | Йесмин Салливан                                                | 4:19         |
| 6.  | «Taking Chances»                                | Кара Диогуарди, Дэйв Стюарт                                                                     | Селин Дион                                                     | 3:55         |
| 7.  | «Alone» (при участии Кристин Ченовет)           | Билли Стейнберг, Том Келли                                                                      | Heart                                                          | 3:40         |
| 8.  | «Maybe This Time» (при участии Кристин Ченовет) | Джон Кандер и Фред Эбб                                                                          | Лайза Миннелли в фильме Кабаре                                 | 2:57         |
| 9.  | «Somebody to Love»                              | Фредди Меркьюри                                                                                 | Queen                                                          | 4:43         |
| 10. | «Hate on Me»                                    | Джилл Скотт, Адам Блэкстоун, Стиви Макки                                                        | Джилл Скотт                                                    | 3:30         |
| 11. | «No Air»                                        | Джеймс Фаунтлерой II, Эрик Григгс, Харви Мэйсон-младший, Дэймон Томас, Стив Рассел, Майкл Скала | Джордин Спаркс и Крис Браун                                    | 4:23         |
| 12. | «You Keep Me Hangin' On»                        | Holland–Dozier–Holland                                                                          | The Supremes                                                   | 2:40         |
| 13. | «Keep Holding On»                               | Аврил Лавин, Лукаш Готвальд                                                                     | Аврил Лавин                                                    | 4:04         |
| 14. | «Bust a Move»                                   | Марвин Янг, Мэтт Дайк, Майкл Росс                                                               | Young MC                                                       | 4:24         |
| 15. | «Sweet Caroline»                                | Нил Даймонд                                                                                     | Нил Даймонд                                                    | 1:58         |
| 16. | «Dancing with Myself»                           | Билли Айдол, Тони Джеймс                                                                        | Generation X / Билли Айдол                                     | 3:10         |
| 17. | «Defying Gravity»                               | Стивен Шварц                                                                                    | Идина Мензель, Кристин Ченовет и актёрский состав мюзикла Злая | 2:21         |

| №   | Название                | Автор(ы)                | Оригинальный исполнитель | Длительность |
| --- | ----------------------- | ----------------------- | ------------------------ | ------------ |
| 18. | «I Say a Little Prayer» | Бёрт Бакарак, Хэл Дэвид | Дайон Уорвик             | 1:40         |

| №   | Название                        | Автор(ы)                       | Оригинальный исполнитель                   | Длительность |
| --- | ------------------------------- | ------------------------------ | ------------------------------------------ | ------------ |
| 18. | «I Wanna Sex You Up»            | Dr. Freeze                     | Color Me Badd                              | 2:06         |
| 19. | «I Could Have Danced All Night» | Фредерик Лоу, Алан Джей Лернер | Джули Эндрюс в мюзикле Моя прекрасная леди | 1:23         |
| 20. | «Leaving on a Jet Plane»        | Джон Дэнвер                    | Джон Денвер                                | 4:03         |

| №   | Название                                       | Автор(ы)                   | Оригинальный исполнитель | Длительность |
| --- | ---------------------------------------------- | -------------------------- | ------------------------ | ------------ |
| 18. | «Take a Bow» (сериальная караоке-версия)       | Ne-Yo, Хермансен, Эприксен | Риана                    | 3:35         |
| 19. | «Gold Digger» (сериальная караоке-версия)      | Уэст, Чарльз, Ричард       | Канье Уэст и Джейми Фкс  | 3:00         |
| 20. | «Somebody to Love» (сериальная караоке-версия) | Меркьюри                   | Queen                    | 4:43         |

## Чарты и сертификации
| Чарт (2009)              | Наивысшая позиция | Прим.  |
| ------------------------ | ----------------- | ------ |
| Australian Albums Chart  | 3                 | [ 22 ] |
| Canadian Albums Chart    | 4                 | [ 23 ] |
| Mexican Albums Chart     | 37                | [ 22 ] |
| New Zealand Albums Chart | 8                 | [ 22 ] |
| US Billboard 200         | 4                 | [ 23 ] |

| Чарт (2010)                     | Наивысшая позиция | Прим.  |
| ------------------------------- | ----------------- | ------ |
| Belgian Albums Chart (Wallonia) | 34                | [ 22 ] |
| Dutch Albums Chart              | 9                 | [ 22 ] |
| Irish Albums Chart              | 1                 | [ 24 ] |
| Spanish Albums Chart            | 69                | [ 22 ] |
| UK Albums Chart                 | 1                 | [ 25 ] |
| US Billboard Soundtracks        | 1                 | [ 26 ] |

| Чарт (2011)                     | Наивысшая позиция | Прим.  |
| ------------------------------- | ----------------- | ------ |
| Austrian Albums Chart           | 34                | [ 22 ] |
| Belgian Albums Chart (Flanders) | 69                | [ 22 ] |
| French Albums Chart             | 52                | [ 27 ] |
| German Album Charts             | 21                | [ 28 ] |
| Italian Compilations Chart      | 13                | [ 29 ] |
| Japanese Albums Chart           | 80                | [ 30 ] |
| Swiss Albums Chart              | 48                | [ 22 ] |

| Чарт (2009)              | Позиция | Прим.  |
| ------------------------ | ------- | ------ |
| Australian Albums Chart  | 40      | [ 31 ] |
| New Zealand Albums Chart | 38      | [ 32 ] |
| US Billboard 200         | 183     | [ 33 ] |

| Чарт (2010)              | Позиция | Прим.  |
| ------------------------ | ------- | ------ |
| Australian Albums Chart  | 31      | [ 34 ] |
| Canadian Albums Chart    | 27      | [ 35 ] |
| Irish Albums Chart       | 11      | [ 36 ] |
| European Top 100 Albums  | 68      | [ 37 ] |
| UK Albums Chart          | 22      | [ 38 ] |
| US Billboard 200         | 23      | [ 39 ] |
| US Billboard Soundtracks | 2       | [ 40 ] |

| Страна         | Организация | Сертификация (уровни продаж) | Прим.  |
| -------------- | ----------- | ---------------------------- | ------ |
| Австралия      | ARIA        | 2x Платиновый                | [ 41 ] |
| Канада         | CRIA        | Платиновый                   | [ 42 ] |
| Ирландия       | IRMA        | 3x Платиновый                | [ 43 ] |
| Новая Зеландия | RIANZ       | Платиновый                   | [ 44 ] |
| Великобритания | BPI         | Платиновый                   | [ 45 ] |
| США            | RIAA        | Платиновый                   | [ 46 ] |